# EA European Academy of Technology and Innovation Assessment
Die EA European Academy of Technology and Innovation Assessment GmbH (Institut für qualifizierende Innovationsforschung und -beratung (IQIB) gGmbH) ist eine deutsche Forschungseinrichtung. Sie wird vom Land Rheinland-Pfalz zu 75 % und dem Deutschen Zentrum für Luft- und Raumfahrt e. V. (DLR) zu 25 % getragen. Mit der Überführung zum gemeinnützigen Institut für qualifizierende Innovationsforschung und -beratung (IQIB) im Februar 2019 ist das DLR alleiniger Gesellschafter.

Die EA European Academy ist eine gemeinnützige GmbH mit Sitz in Bad Neuenahr-Ahrweiler im nördlichen Rheinland-Pfalz. Managing Director der Europäischen Akademie ist seit 28. Juni 2017 Stefan Latussek. Bis Mai 2014 hieß das 1996 gegründete interdisziplinäre Forschungsinstitut Europäische Akademie zur Erforschung von Folgen wissenschaftlich-technischer Entwicklungen GmbH. 

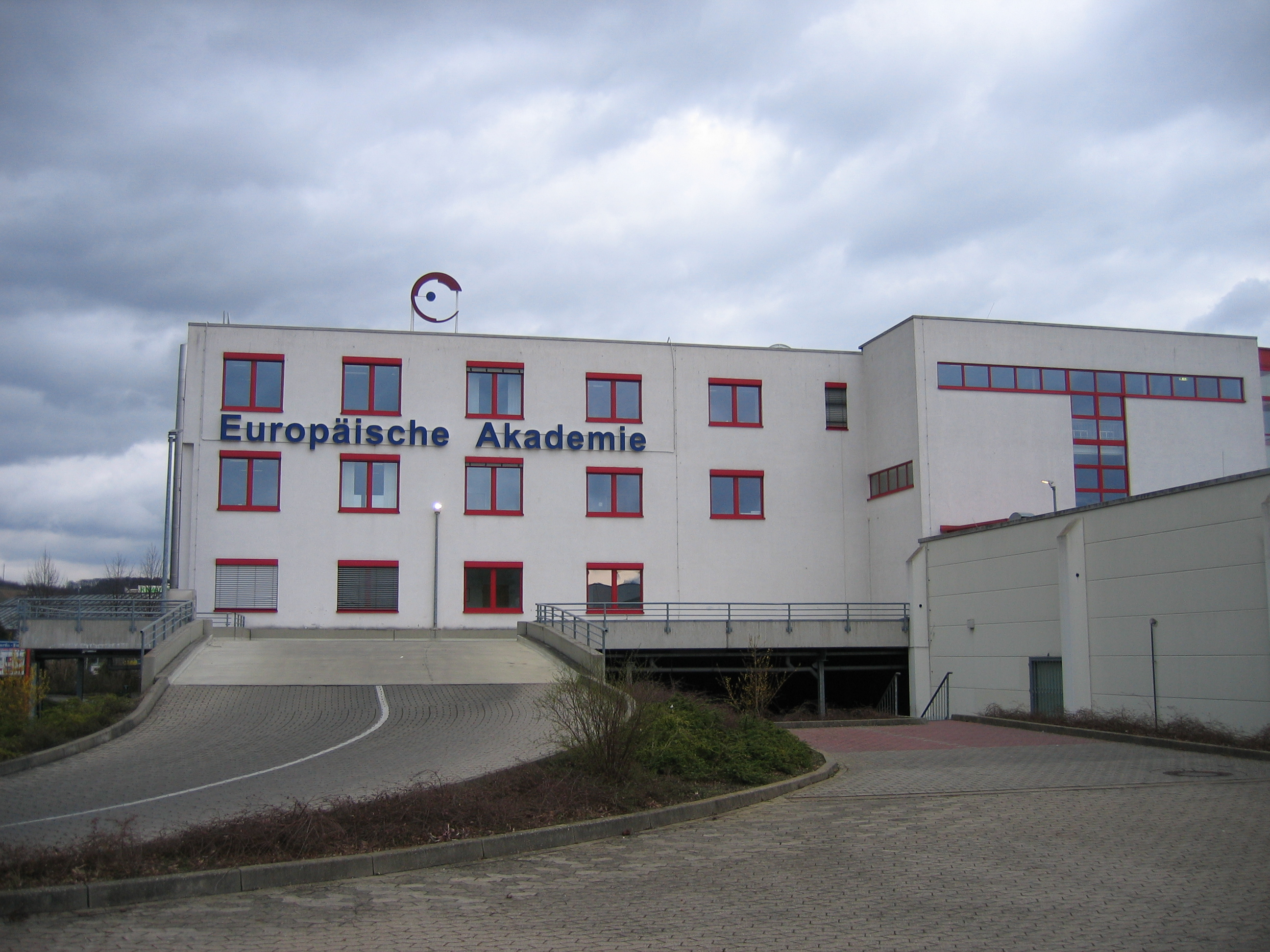
Das Akademiegebäude in Ahrweiler

## Aufgaben
An der EA European Academy werden Risiken und Konsequenzen der gesellschaftlichen Entwicklung analysiert, reflektiert und im EA-Lab modelliert, um Gestaltungswissen bereitzustellen.

## Publikationen (Auswahl)
- N. Gilbert, P. Ahrweiler, A. Pyka (Hrsg.): Simulating Knowledge Dynamics in Innovation Networks. Springer: Heidelberg / New York 2014.
- P. Ahrweiler, M. Keane: Innovation networks. In: P. Ahrweiler, R. Viale (Hrsg.): Cultural and Cognitive Dimensions of Innovation. (= Special Issue, Mind & Society). Band 12, 2013, S. 73–90, doi:10.1007/s11299-013-0123-7.
- P. Ahrweiler, R. Viale: Introduction to cultural and cognitive dimensions of innovation. In: P. Ahrweiler, R. Viale (Hrsg.): Cultural and Cognitive Dimensions of Innovation. (= Special Issue, Mind & Society). Band 12, 2013, S. 5–10, doi:10.1007/s11299-013-0128-2.
- Kristin Hagen, Angelika Schnieke, Felix Thiele (Hrsg.): Large animals as biomedical models: Ethical, societal, legal and biological aspects. (= Graue Reihe der Europäischen Akademie. Band 51). Bad Neuenahr-Ahrweiler 2012.
- Bert Droste-Franke u. a.: Balancing Renewable Electricity. Energy Storage, Demand Side Management and Network Extension from an Interdisciplinary Perspective. (= Schriftenreihe der Europäischen Akademie. Band 40). Springer-Verlag, Berlin, 2012, ISBN 978-3-642-25156-6.
- Christian Streffer u. a.: Radioactive Waste. Technical and Normative Aspects of its Disposition. (= Schriftenreihe der Europäischen Akademie. Band 38). Springer-Verlag, Berlin 2011, ISBN 978-3-642-22924-4.
- P. Ahrweiler (Hrsg.): Innovation in complex social systems. Routledge Studies in Global Competition. 2010.
- Eckard Rehbinder u. a.: Pharming. Promises and risks of biopharmaceuticals derived from genetically modified plants and animals. (= Schriftenreihe der Europäischen Akademie. Band 35). Springer Verlag, Berlin 2009, ISBN 978-3-540-85792-1.
- Bert Droste-Franke u. a.: Brennstoffzellen und Virtuelle Kraftwerke. Energie-, umwelt- und technologiepolitische Aspekte einer effizienten Hausenergieversorgung. (= Schriftenreihe der Europäischen Akademie. Band 36). Springer-Verlag, Berlin 2008, ISBN 978-3-540-85796-9.